# The Voca People
The Voca People sono un gruppo musicale e teatrale israeliano, che combina suoni vocali, canto a cappella e beatboxing, riproducendo i suoni di un'intera orchestra.
Di rilievo internazionale, sono nati da un'idea di Lior Kalfo e Shai Fishman, e si presentano completamente vestiti di bianco con un rossetto rosso. La loro campagna marketing è stata incentrata sul fatto che gli elementi sono alieni "buoni" che vengono dal pianeta Voca (da qualche parte dietro al Sole) dove tutta la loro comunicazione  è basata su musica ed espressioni vocali. Il loro motto è: "La vita è musica e la musica è vita".
In Italia sono diventati famosi grazie ad uno spot televisivo delle caramelle Tic tac ed a una serie di apparizioni televisive e sono in seguito comparsi anche in uno spot della Danone in onda in Israele. La loro prima apparizione in uno show televisivo italiano è all'Ale e Franz Show il 28 settembre 2009. Successivamente sono apparsi anche a Domenica In e ad X-Factor 4.
The Voca people sono soliti anche intrattenersi in mezzo alla gente, improvvisando esibizioni canore e giocando con i passanti. Per il loro aspetto e le loro performance sono stati paragonati al Blue Man Group.
Nel 2010 hanno portato in Italia il loro spettacolo a partire dal 10 dicembre, con tappe a Roma, Bari, Milano, Firenze, Padova, Napoli e Torino, per poi tornare nel febbraio 2011 ad Aosta.

## Formazione
- Beat On (Beatbox)- Boaz Ben David / Chen Zimerman
- Scratcher (Beatbox e synth)- Inon Ben David/ Ofir Tal
- Tubas (Basso) - Eyal Cohen / Shimon Smith
- Bari-ton (Baritono)-  Oded Goldstein / Moran Sofer
- Tenoro (Tenore) - Gilan Shahaf / Ashot Gasparian
- Alta (Alto)- Adi Kozlovsky / Maya Pennington
- Mezzo (Mezzosoprano)- Sapir Braier / Naama Levy / Vered Sasportas
- Soprana (Soprano)- Rahmin Liraz / Alona Alexander